# Pont de la Tournelle
Le pont de la Tournelle est un pont franchissant la Seine à Paris, en France.

## Situation et accès
Prolongement vers le sud de la rue des Deux-Ponts traversant l'île Saint-Louis, il permet de rejoindre la rive gauche dans le 5e arrondissement. L'autre pont situé dans son prolongement vers le nord, permettant de rejoindre la rive droite, est le pont Marie. Il relie le 4e arrondissement, au niveau de l’île Saint-Louis, au 5e arrondissement, sur le quai de la Tournelle.
L’administration y mesure le niveau des crues au centre de Paris, notamment la crue centennale du 27 février 1658 (cote de 8,81 m), celle du 26 décembre 1740 (cote de 7,90 m) et celle du 28 janvier 1910 (cote de 8,50 m) alors que l’« échelle du pont de la Tournelle » avec des mesures au système métrique n'est mise en place que depuis 1719, le zéro de l'échelle de crue ayant été fixé au niveau des basses eaux de cette année de grande sécheresse. La construction du barrage du pont Neuf perturbant les observations au pont de la Tournelle, une deuxième échelle hydrographique est installée au pont Royal, puis une troisième en 1868 au pont d’Austerlitz qui devient l’échelle de référence utilisée par le service hydrométrique en 1873.
Ce site est desservi par les stations de métro Pont Marie et Cardinal Lemoine.

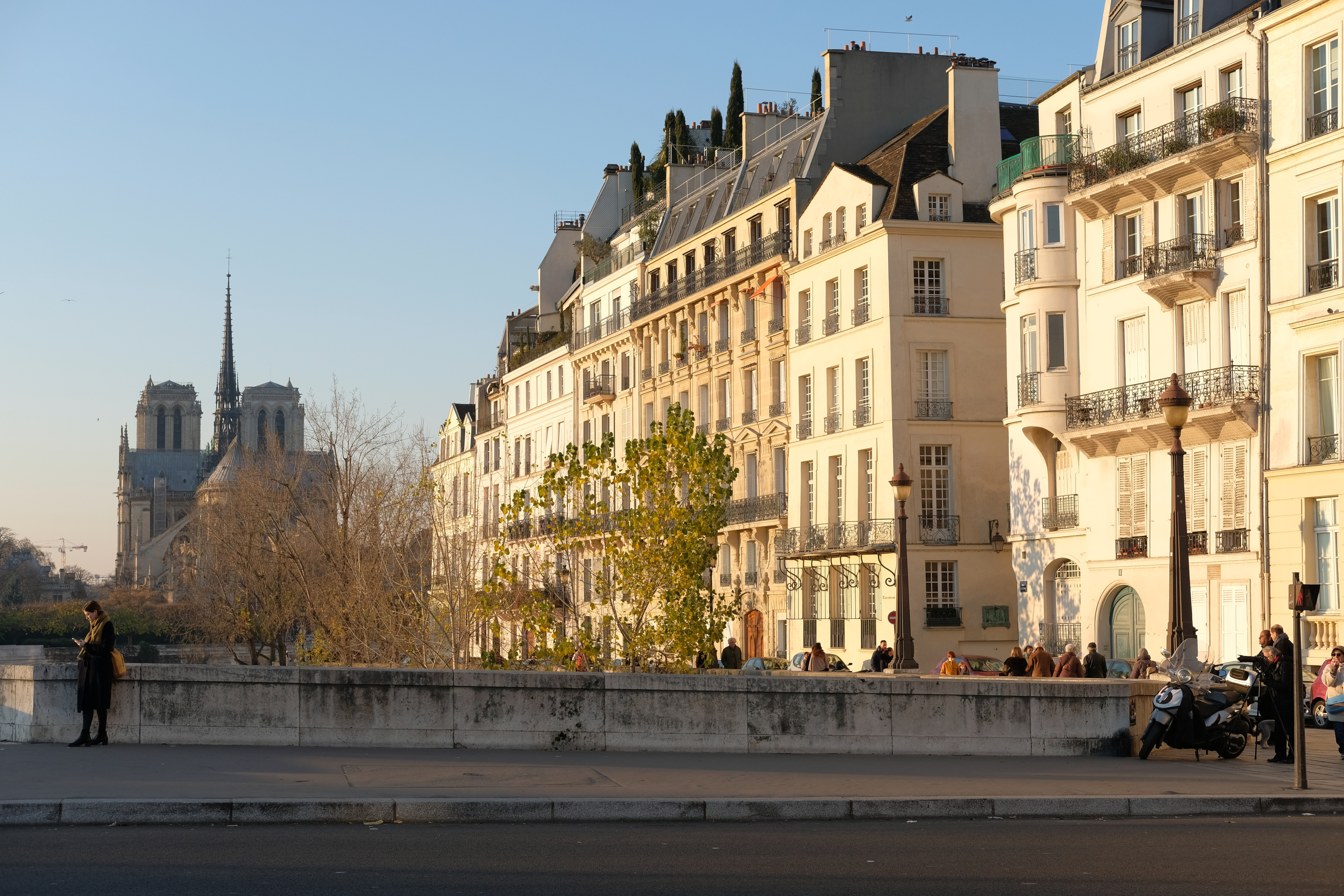
Quai d'Orléans vu depuis le pont de la Tournelle.
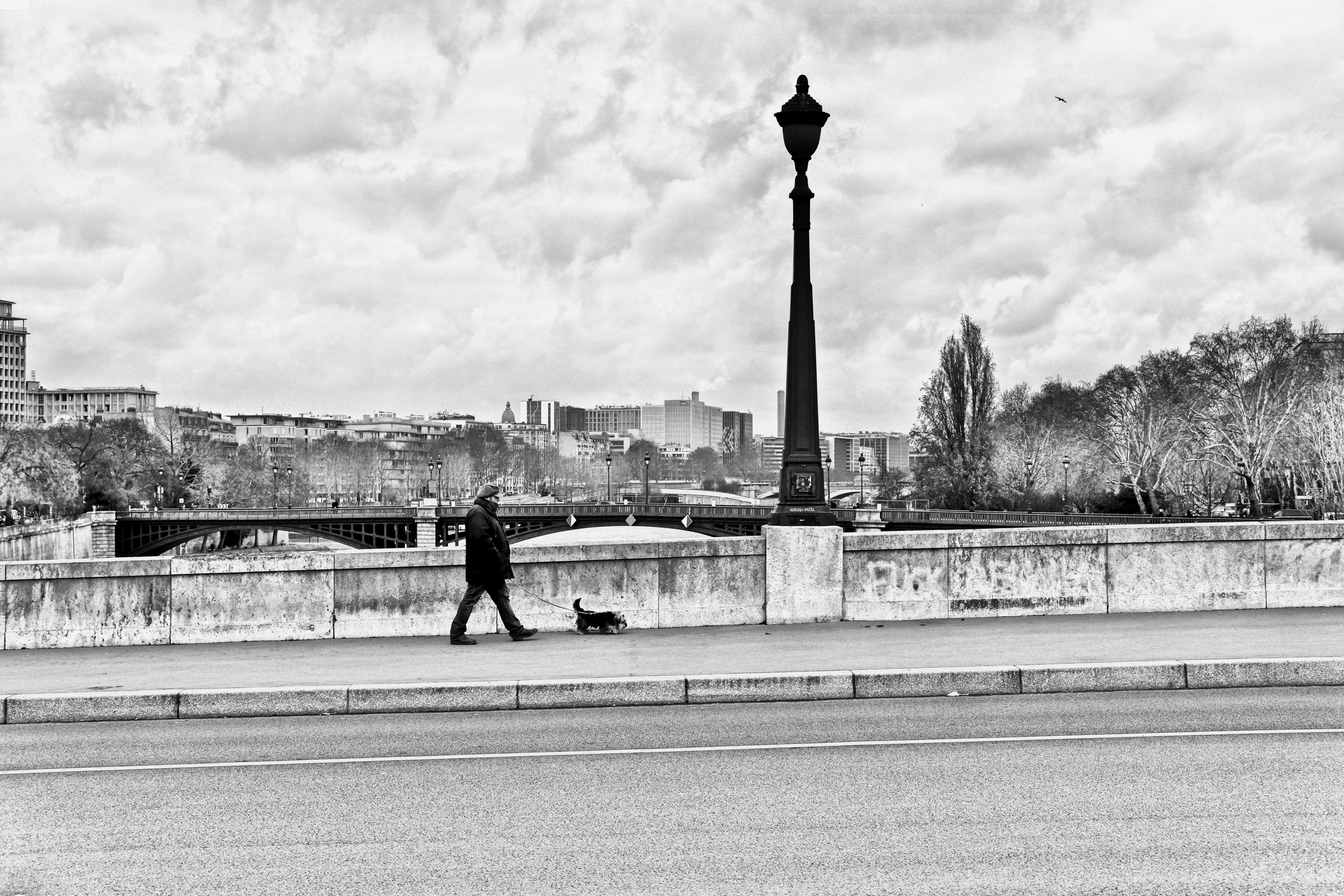
Promenade sur le pont de la Tournelle.

## Caractéristiques

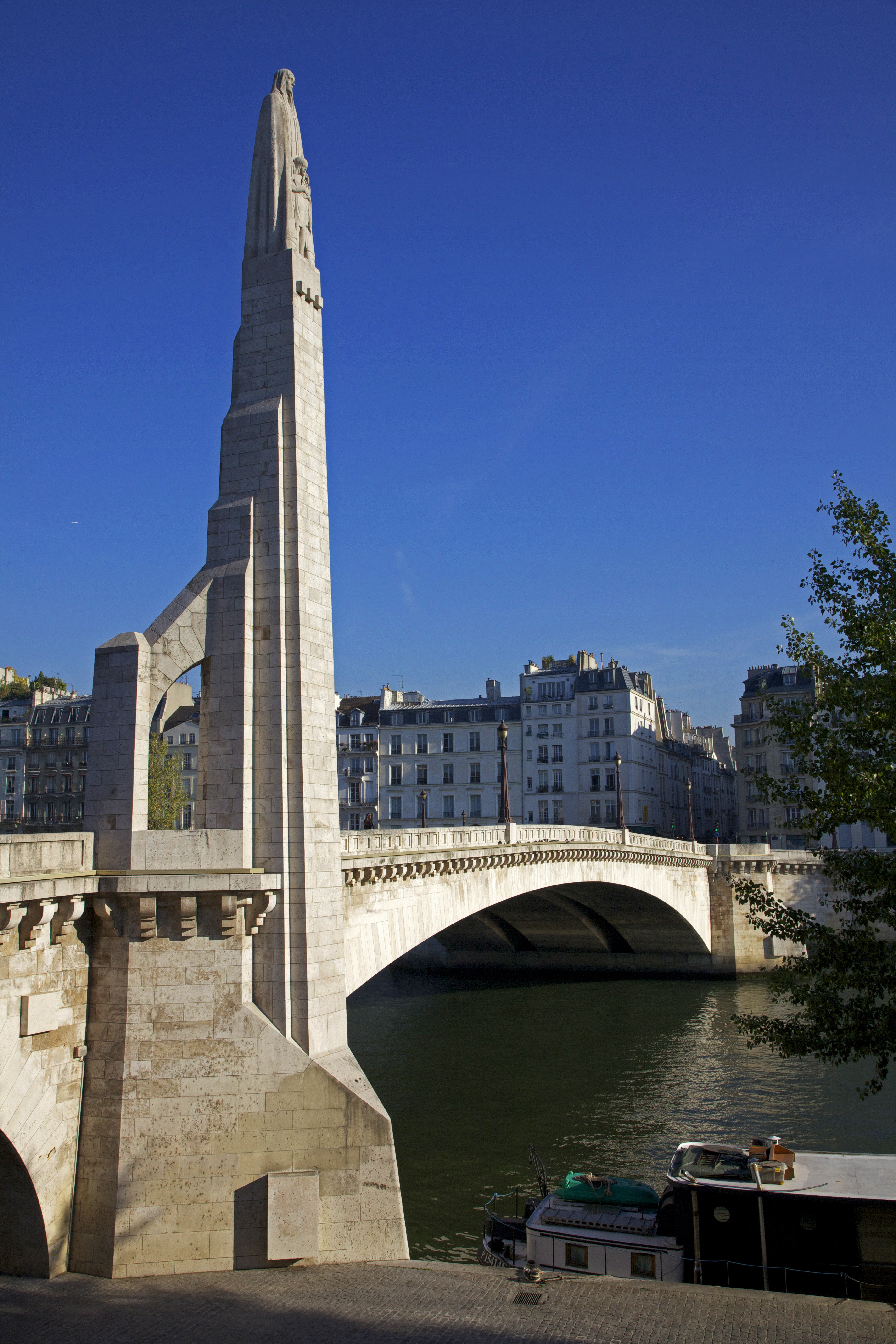
La statue de Sainte Geneviève protégeant Paris, est sculptée en 1928 par Paul Landowski dans un bloc monolithe de pierre de Souppes de 40 tonnes.

Le pont de la Tournelle est volontairement dissymétrique, afin de mettre en valeur la dissymétrie du paysage de la Seine à cet endroit. Composé d'une grande arche centrale reliée aux rives par deux arches plus petites, il est décoré sur la rive gauche par une statue de sainte Geneviève, patronne de Paris.
Cette statue, inaugurée en 1928, est le résultat d'un concours d'architecture pour la décoration du pont, demandant qu'il soit tenu compte du cadre historique dans lequel il se situait. Les gagnants de ce concours, les frères Guidetti, pensèrent à sainte Geneviève regardant vers l'est, d'où sont originaires tous les envahisseurs de la capitale depuis Attila. Ils imaginèrent une statue sur un pylône de près de 15 m en forme de proue. Elle fut réalisée par le sculpteur Paul Landowski. La sainte est représentée sous les traits d'une grande femme protégeant un jeune enfant (Paris) serrant contre lui une nef (symbole de Paris).
L'orientation de la statue a provoqué des discussions assez vives, Landowski pensant que l’œuvre se trouverait mieux en valeur tournée vers l'ouest : elle serait ainsi mieux éclairée pour les Parisiens qui la verraient directement en passant sur le pont. Les architectes maintenant leur point de vue, on sollicita l'avis de l'administration, qui donna l'ordre de réaliser le projet sans modification, jugeant que la statue ne constituait qu'un élément du projet d'ensemble de décoration du pont. Très déçu, le sculpteur ne participa pas à l’inauguration du pont le 27 août 1928.

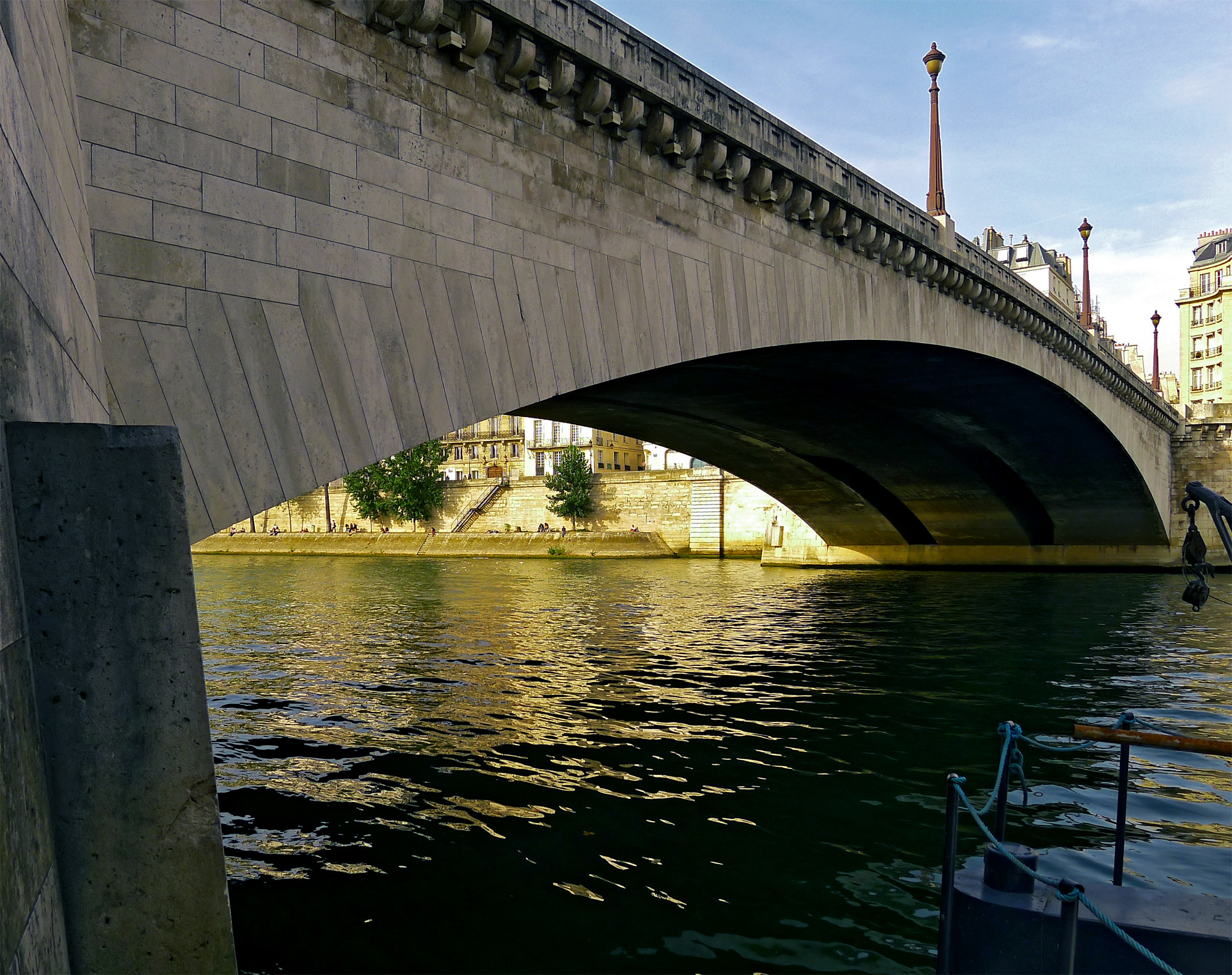
Détail de l'arche centrale vue du côté 5e arrondissement.
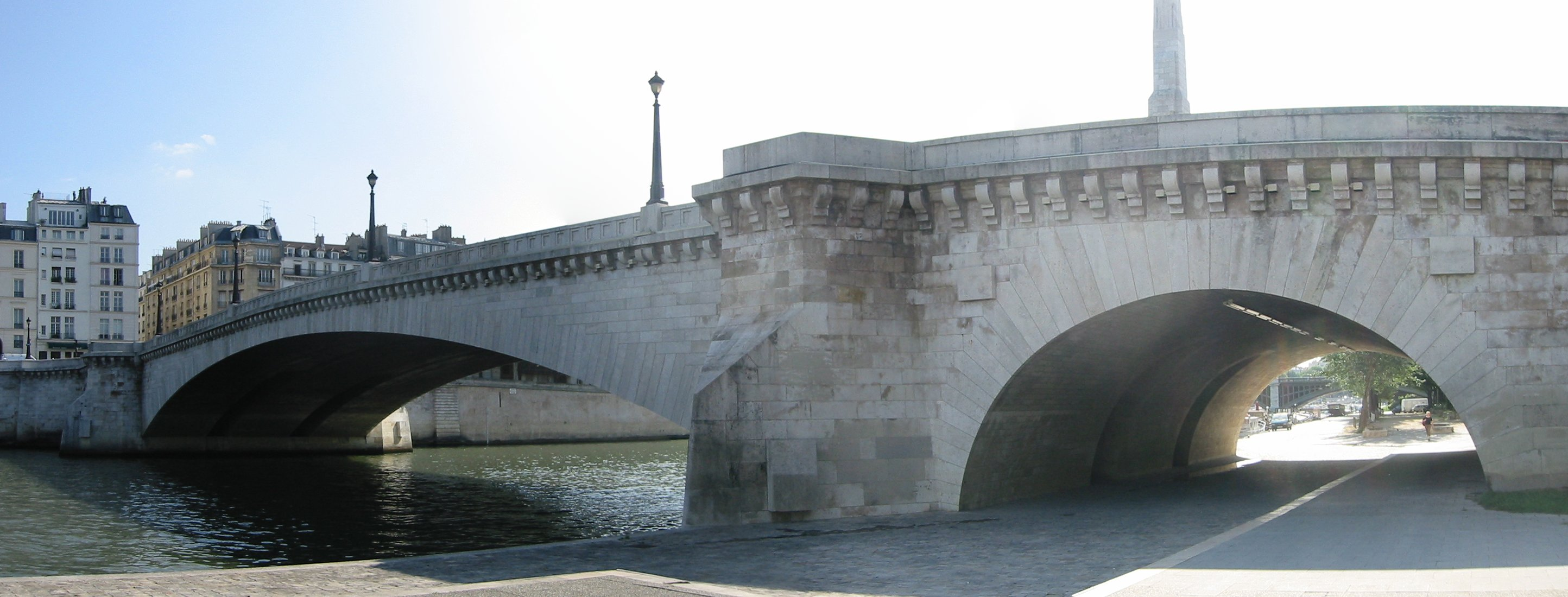
Détail des piles du pont.
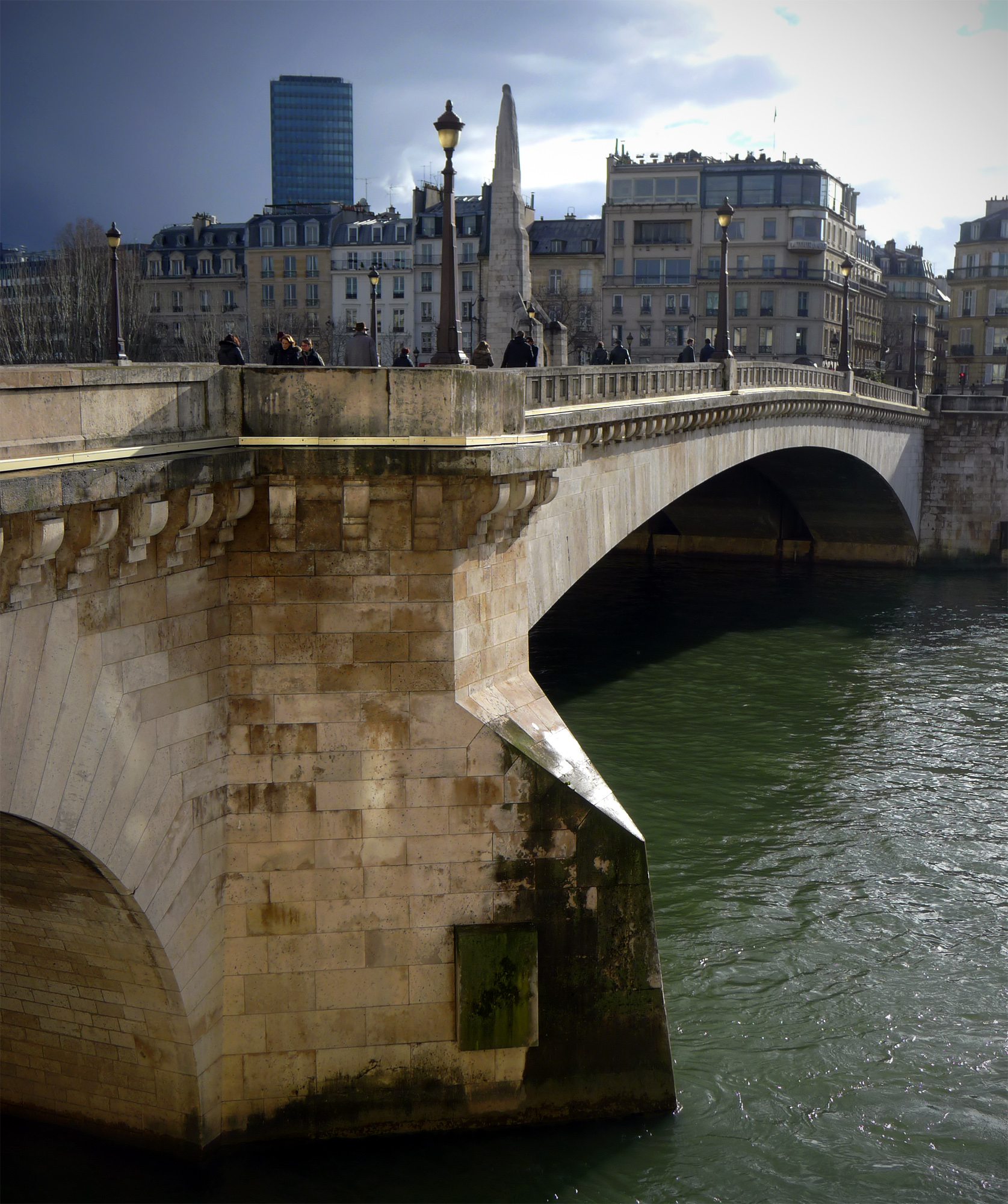
Pont vu depuis le quai d'Orléans, 4e arrondissement.

## Origine du nom

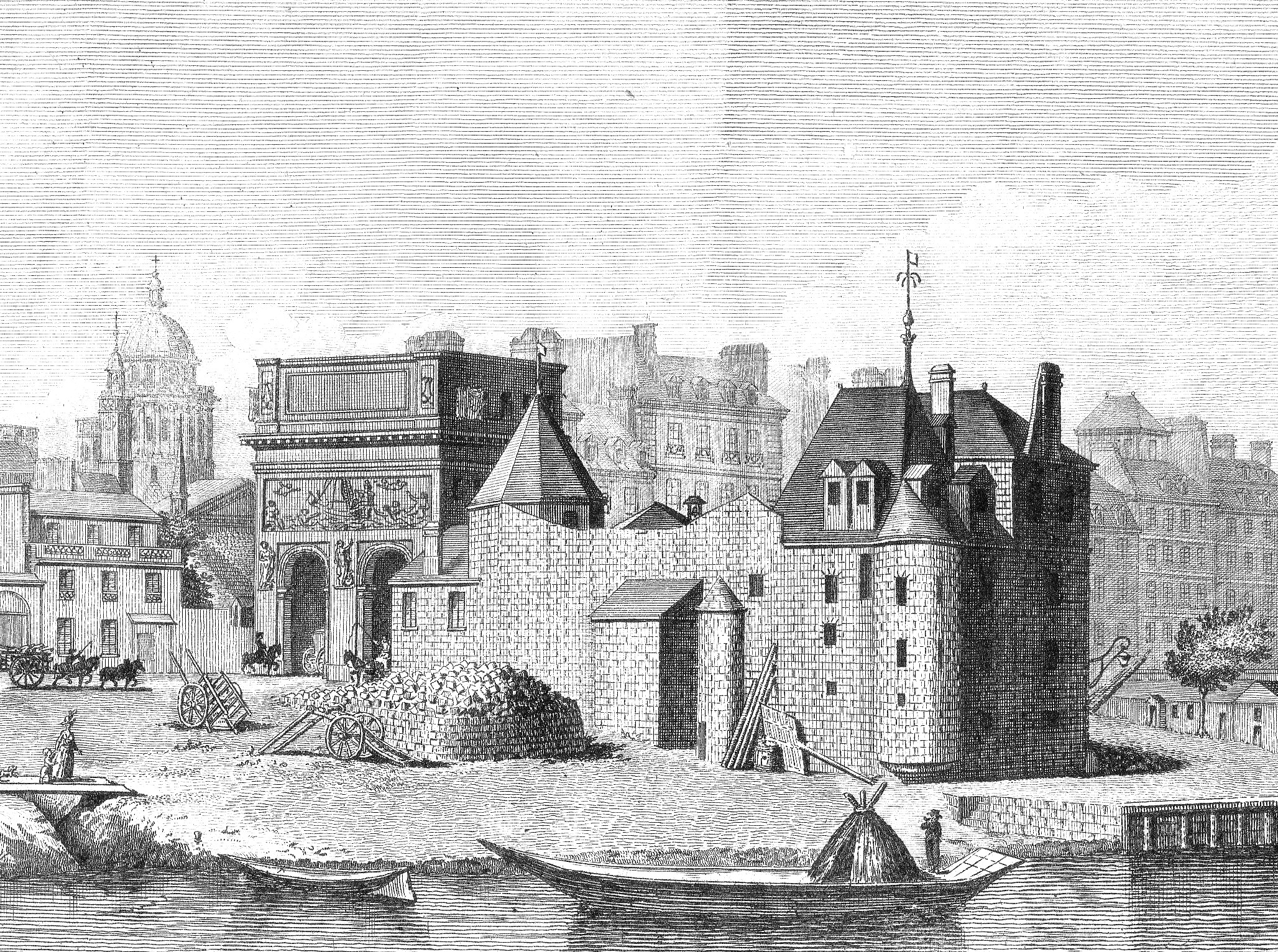
Porte Saint-Bernard et château de la Tournelle vers 1780.

Le terme de « tournelle » provient de la présence en cet endroit au XIIe siècle d'une tourelle de l'enceinte de Philippe Auguste remplacée par la suite par un petit château.
La porte Saint-Bernard se trouvait au sud de ce château.

## Historique

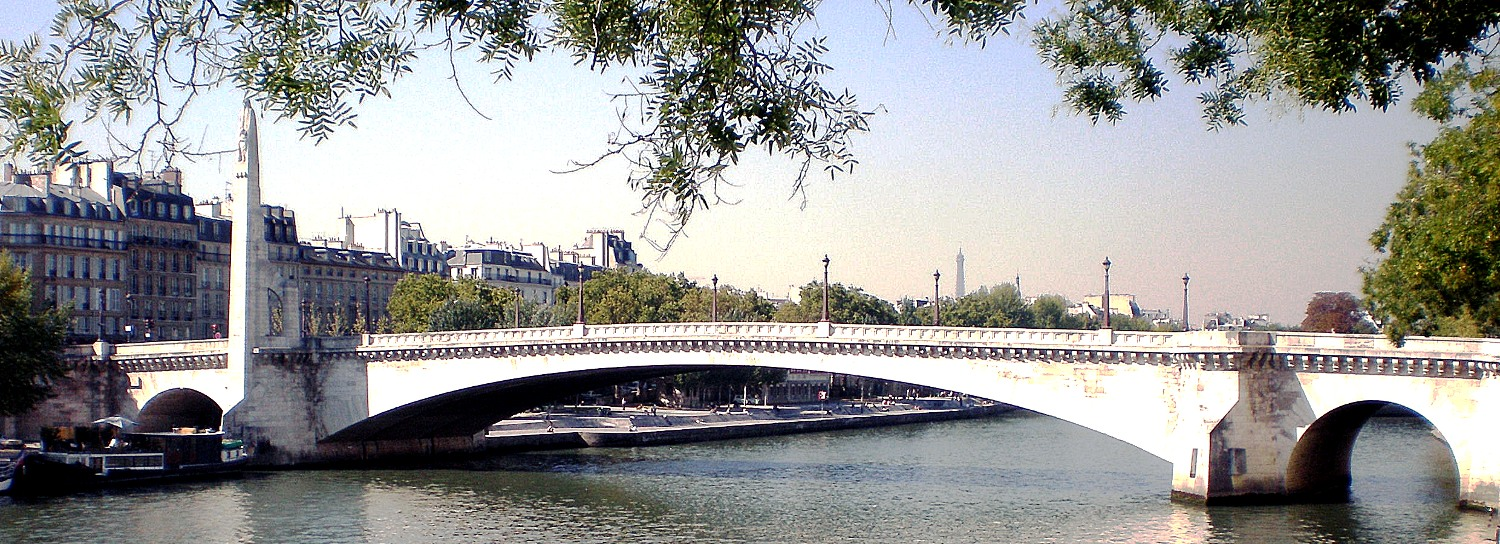
Pont de la Tournelle en 2010, vu du quai de Béthune, Paris.

Le site du pont de la Tournelle a connu de nombreux ouvrages successifs pour franchir la Seine. Au Moyen Âge, il y existait un pont en bois maintes fois reconstruit. A moitié emporté par une inondation le 21 janvier 1651, il fut reconstruit en pierre en 1656. Ce nouveau pont était composé de six arches en plein cintre de faible portée qui rendait la navigation difficile. Il a été élargi en 1845 et pourvu de trottoirs. 
C'est après la crue de 1910 que la préfecture de la Seine décide la reconstruction totale du pont. Démoli en 1918, il est remplacé par le pont actuel en 1928.

Vues historiques
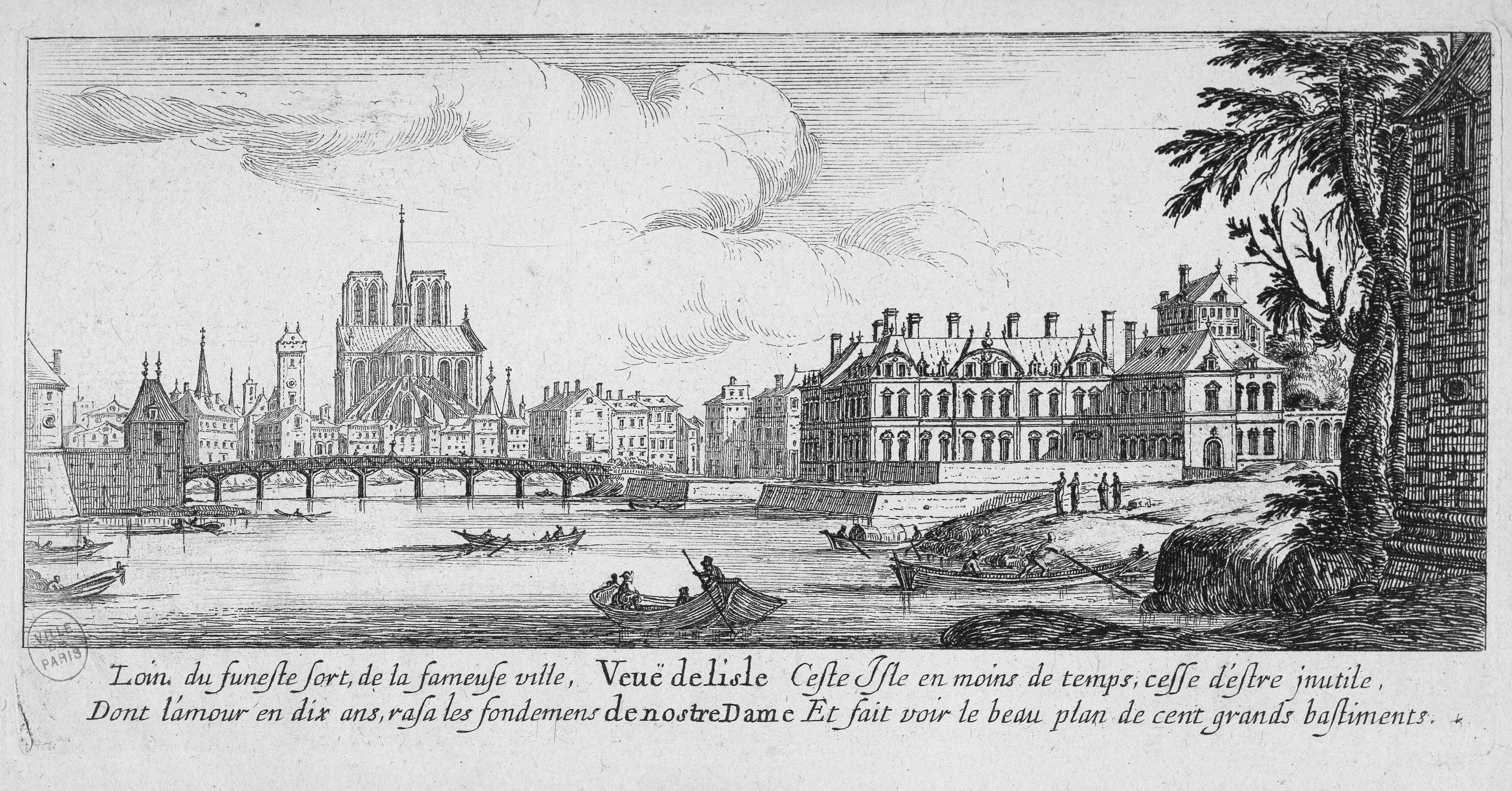
Premier pont en bois.
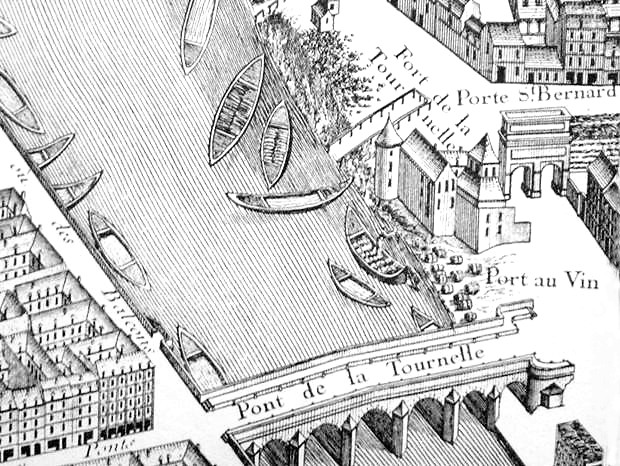
Pont de la Tournelle vers 1740 (plan de Turgot).
Stanislas Lépine, Pont de la Tournelle (1862).
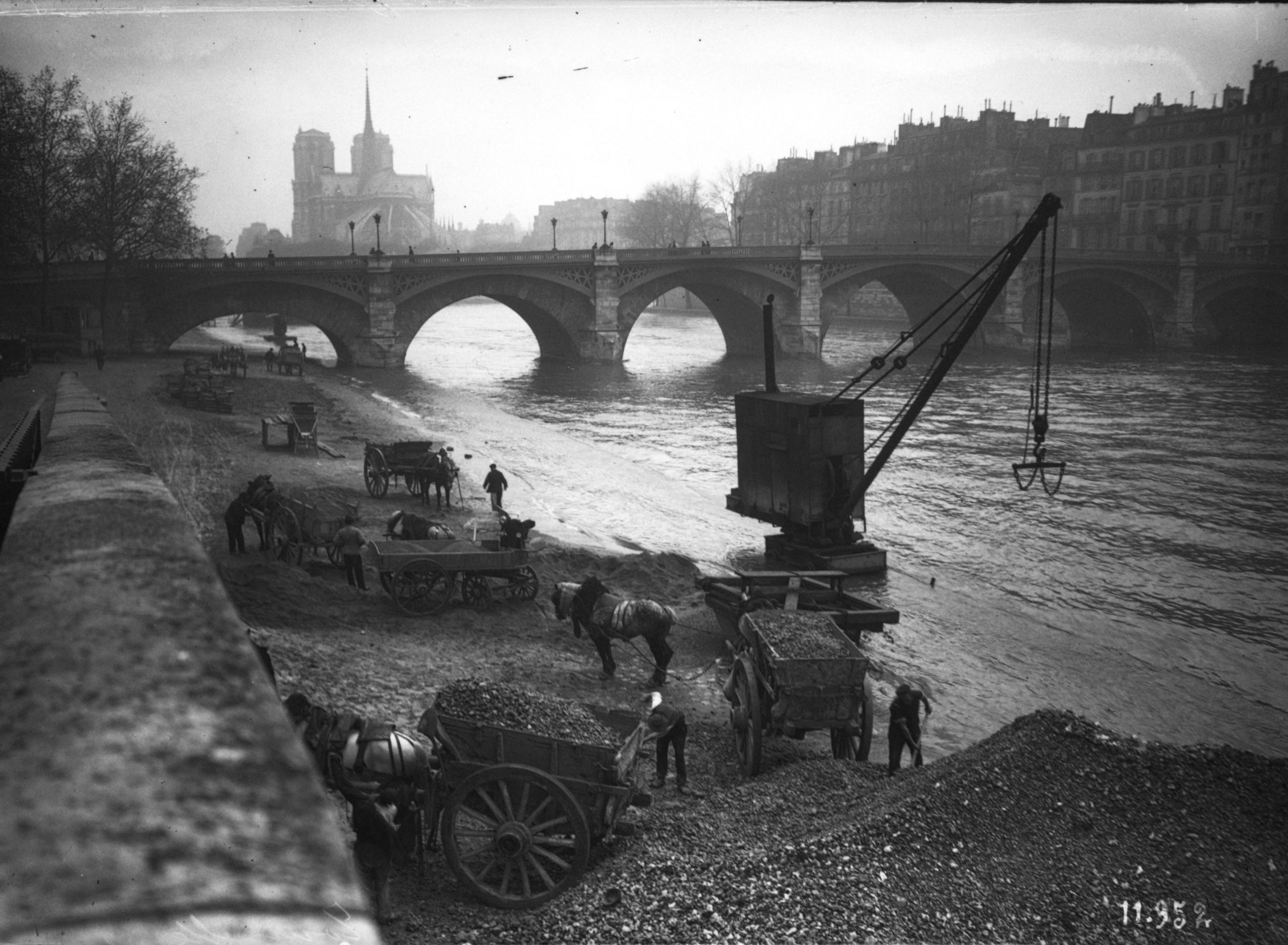
Après les inondations de 1910 au pont de la Tournelle.
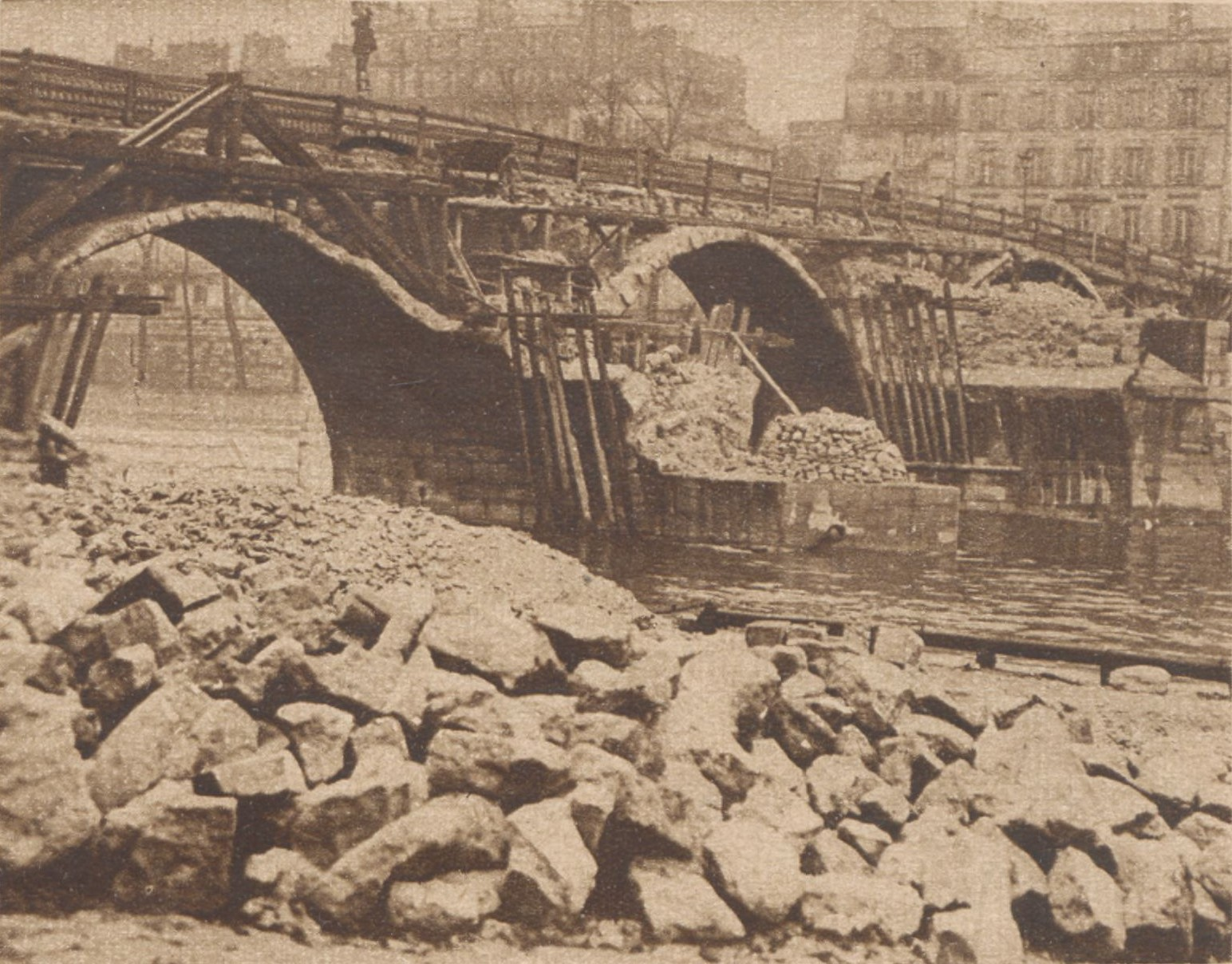
Démolition du pont en 1919.
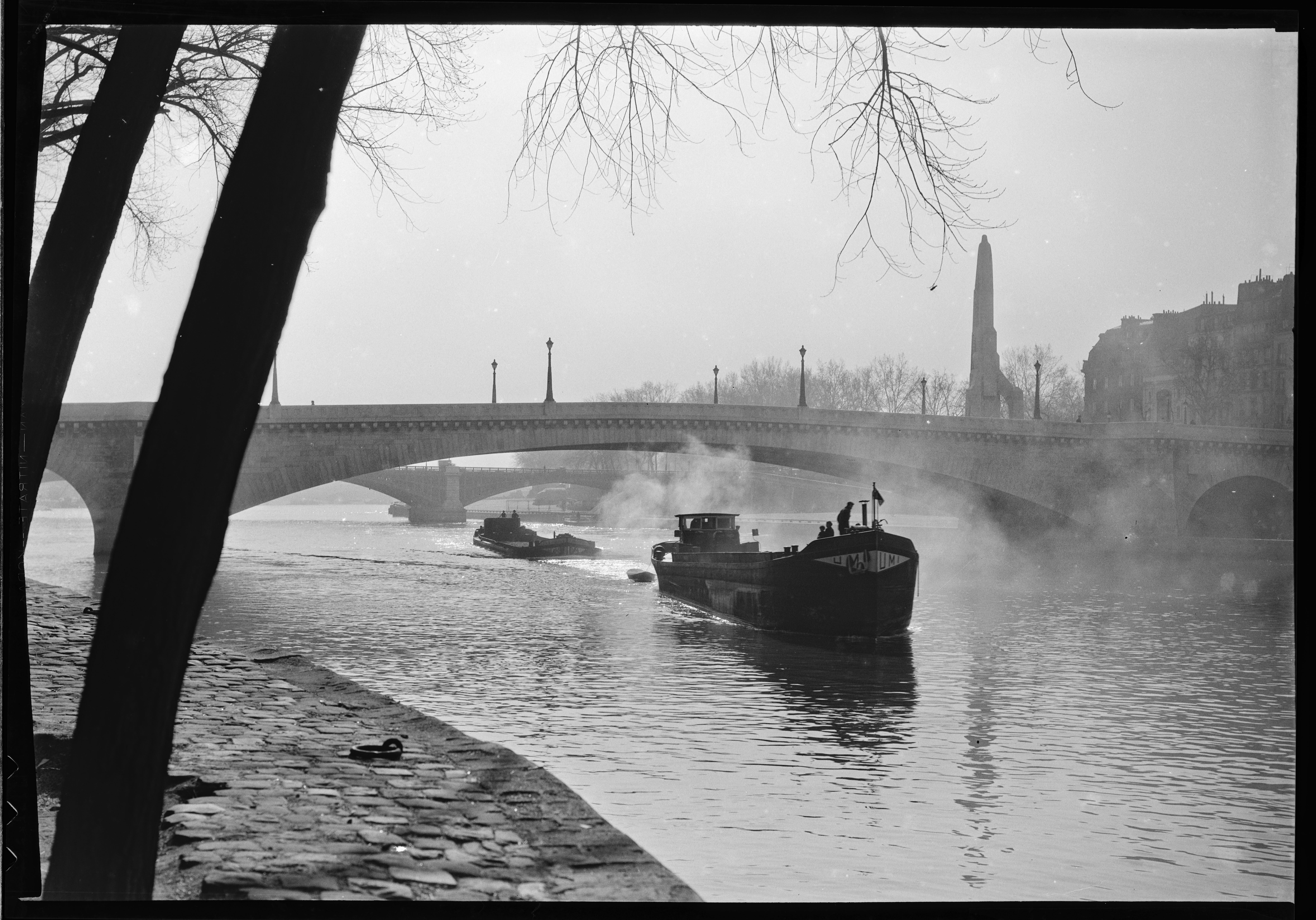
Années 1930.

## Anecdotes
- Dans la série Highlander, la péniche du héros est amarrée à proximité du pont.
- Une procession annuelle dédiée à sainte Geneviève a lieu début janvier au départ de sa statue sur le pont jusqu'à l'église Saint-Étienne-du-Mont.

### Sources archivistiques
Les Archives nationales (site de Paris) conservent sous la MC/ET/CXVII/1076/A, dossier de Pierre Marie Fortuné d’Andigné (conseiller municipal entre 1904 et 1935 du 16e arrondissement de Paris, quartier de la Muette), entre autres pièces sur l’achèvement de rue Mozart, sur l’aménagement la porte de la Muette ou sur l’acquisition de hôtel de Lauzun par la ville de Paris, de nombreuses pièces sur la polémique autour de l’orientation de la statue de Sainte-Geneviève du pont de la Tournelle ainsi que des coupures de presse de cette période, etc.